# 미란다주

미란다 주의 위치

미란다주(스페인어: Estado Miranda)는 베네수엘라 북부에 위치한 주로 주도는 로스테케스이며 면적은 7,950km2, 인구는 2,675,165명(2011년 기준)이다. 1909년에 신설되었으며 21개 지방 자치체를 관할한다. 북쪽으로는 바르가스 주, 남쪽으로는 과리코 주, 동쪽으로는 카리브해와 안소아테기 주, 서쪽으로는 아라과 주, 수도 지구와 접한다.

## 같이 보기
- 베네수엘라의 주